# Шаторено (бронепалубен крайцер)
Шаторено (на френски: Châteaurenault) e бронепалубен крайцер от 1-ви ранг на Националните военноморски сили на Франция, построен през 1890-те г. на 19 век. Проектиран е като океански „супербързоходен“ изтребител на търговци. Поръчан е от Морския министър на Франция Феликс Фор, привърженик на „младата школа“, заедно с крайцера „Гишен“ (на френски: Guichen), който е със съвършено различна конструкция. Наречен е по името на вицеадмирал Франсоа дьо Шаторено от времето на Луи XIV.

## Проектиране
Създаването на проекта е в резултат на желание да се създаде крайцер, който да е най-добре приспособен за операции на океанските комуникации на противника. Традиционните крайцери от 1890-те години като правило не са с необходимия радиус на действие и не могат дълго време да поддържат максималната си скорост, за разлика от трансатлантическите лайнери и пакетботи. Изискването е да се създаде кораб, който е много бързоходен, с голям запас гориво и надеждна силова установка. При това той следва да не е и много голям, по финансови причини, което предполага намаляване на защитата и въоръжението..
Главен конструктор на „Шаторено“ е известния корабостроител А. Лаган. Историците на флота спорят, било ли е решението да се направи крайцера много подобен по силует на лайнерите от онова време съзнателно, за да се замаскира кораба или Лаган просто използва при конструирането особеностите на съдовете, които крайцера следвало да преследва.

## Конструкция

### Въоръжение
Главният калибър включва две оръдия с калибър 164,7 mm, с дължина на ствола 45 калибра, поместени в краищата на крайцера зад бронирани щитове. Оръдието тежи 7040 kg и стреля с фугасни снаряди с тегло от 50,5 kg и бронебойни, тежащи 52 kg, с начална скорост от 770 m/s.
Вторият калибър на крайцера е от шест 138,6 mm оръдия образец 1893 г. Това е напълно съвременно скорострелно оръдие със ствол 45 калибра. Оръдието тежи 4465 kg и стреля със снаряди с тегло от 30 kg, с начална скорост 770 m/s. С приемането на въоръжение на по-тежки снаряди (35 kg), началната скорост намалява до 730 m/s. От по-ранния модел от 1891 г. оръдието е с усилен ствол и разделно зареждане. Последното е въведено заради оплакванията на артилеристите от прекомерно тежките унитарни снаряди. Скорострелността достига до 5 изстрела в минута. Тези оръдия са монтирани в каземати.
Противоминната артилерия е от традиционния за френските кораби набор от 47 mm и 37 mm скорострелни оръдия произведени от фирмата „Хочкис“ (на френски: Hotchkiss et Cie). 47 mm оръдие е с 40 калибров ствол, тежи 237 kg и стреля с 1,5 kg снаряд с начална скорост от 610 m/s. 37 mm оръдие е със ствол от 35 калибра и тежи 35 килограма, стреля със снаряд от 0,455 kg и с начална скорост 402 m/s.

### Брониране
Броневата защита на крайцера е от черупковидна (карапасна) бронирана палуба, скосовете на която слизат на 1,4 метра под водолинията, а плоската централна част се намира на 0,8 метра над нивото на водата. Палубата е направена от стоманена броня тип „Харви“, с дебелина в плоската част 55 милиметра (по краищата изтъняваща се до 40 милиметра), а на скосовете – 100 милиметра. Палубата защитава машинните отделения и погребите за боеприпаси от попадания на вражески снаряди.
Над основната бронирана палуба е разпололена тънка противоосколочна броня, дебела 15 mm. Тя е предназначена да задържа осколките на снарядите, взривили се над основната бронирана палуба. Пространството между палубите и до борда на крайцера е разделено на множество неголеми отсеци, служещи за локализация на повредите.

### Силова установка
Крайцера се задвижва от три вертикални парни машини с тройно разширение и обща мощност от 23 000 к.с. Парата се осигурява от четиринайсет котли „Норманд-Сигоди“. Скоростта на измервателната миля достига 24 възела, което прави крайцера един от най-бързите кораби на своето време. На икономичен ход от 12 възела, крайцера може да измине 15 000 километра.

## История на службата
„Шаторено“ е заложен май 1896 г. в Ла Сен, на стапелите на Forges et Chantiers de la Mediterranee. На вода крайцера е спуснат на 12 май 1898 г., а влиза в строй през 1902 г. През 1916 г.е частично разоръжен и използван като войскови транспорт. На 14 декември 1917 г., при превоз на войски в Йонийско море, до остров Кефалония, „Шаторено“ е атакуван от немската подводница UC-38. След първото торпедно попадение крайцера все още се държи над водата и дори води заградителна стрелба, но получавайки попадение на второ торпедо бързо потъва. От 1710 души на борда са спасени 1162.

## Оценка на проекта
„Шаторено“ е считан за явно неудачен кораб и е подложен на рязка критика във френската военноморска преса. Дори е коментирано, че 32 милиона франка (стойността на „Гишен“ и „Шаторено“) са хвърлени на вятъра, а техните екипажи служат без всякаква полза за родината. Опитвайки се да намали щетите, командването на флота привлича крайцерите към превозването на войски, в тази си роля „Шаторено“ е по-подходящ, имайки по-просторни помещения. На него са оборудвани превъзходни адмиралски каюти и салони. Даже има предложение да се използва неудачния рейдер като своеобразна яхта за високопоставени лица, включително и президента на Франция. На практика „Шаторено“ се използва предимно по време на Първата световна война.